# Zdenĕkita
La zdenĕkita és un mineral de la classe dels fosfats, que pertany al grup de la lavendulana. Rep el seu nom en honor del Dr. Zdenĕk Johan (1935-2016), mineralogista i director d'Afers Científics de la Bureau de Recherches Géologiques et Minières de França. També va ser vicepresident de l'Associació Mineralògica Internacional entre els anys 1996-1998.

## Característiques
La zdenĕkita és un fosfat de fórmula química NaPbCu₅(AsO₄)₄Cl·5H₂O. Va ser aprovada com a espècie vàlida per l'Associació Mineralògica Internacional l'any 1992. Cristal·litza en el sistema monoclínic. La seva duresa a l'escala de Mohs oscil·la entre 1,5 i 2. És l'anàleg de plom de la lavendulana.
Segons la classificació de Nickel-Strunz, la zdenĕkita pertany a «08.DG - Fosfats, etc, amb cations de mida mitjana i gran, (OH, etc.):RO₄ < 0,5:1» juntament amb els següents minerals: lavendulana, sampleïta, shubnikovita i lemanskiïta.

## Formació i jaciments
Va ser descoberta a la mina de Cap Garonne, al municipi de Le Pradet, que pertany al departament de Var, a Provença – Alps – Costa Blava (França). També ha estat descrita al districte miner de Làurion, a Grècia, així com al comtat de Yancowinna, a Austràlia. Aquests dos indrets i la seva localitat tipus són els únis tres llocs on ha estat trobada aquesta espècie mineral.